# 19e cérémonie des Chlotrudis Awards
La 19e cérémonie des Chlotrudis Awards, décernés par la Chlotrudis Society for Independent Film, a eu lieu le 17 mars 2013 et a récompensé les meilleurs films indépendants de l'année précédente.
Les nominations ont été annoncées le 20 janvier 2013.

## Palmarès

### Meilleur film
- Le Monde de Charlie (The Perks of Being a Wallflower)
  - Les Bêtes du sud sauvage (Beasts of the Southern Wild)
  - Bullhead (Rundskop)
  - Monsieur Lazhar
  - Tyrannosaur

### Meilleur réalisateur
- Wes Anderson – Moonrise Kingdom
  - Jacques Audiard – De rouille et d'os
  - Sarah Polley – Take This Waltz
  - Michael R. Roskam – Bullhead (Rundskop)
  - Benh Zeitlin – Les Bêtes du sud sauvage (Beasts of the Southern Wild)

### Meilleur acteur
- John Hawkes pour le rôle de Mark O'Brien dans The Sessions
  - Frank Langella pour le rôle de Franck dans Robot and Frank
  - Denis Lavant pour le rôle de M. Oscar dans Holy Motors
  - Peter Mullan pour le rôle de Joseph dans Tyrannosaur
  - Matthias Schoenaerts pour le rôle de Jacky Vanmarsenille dans Bullhead (Rundskop)
  - Matthias Schoenaerts pour le rôle d'Ali dans De rouille et d'os

### Meilleure actrice
- Olivia Colman pour le rôle d'Hannah dans Tyrannosaur
  - Marion Cotillard pour le rôle de Stéphanie dans De rouille et d'os
  - Helen Hunt pour le rôle de Cheryl Cohen Greene dans The Sessions
  - Aubrey Plaza pour le rôle de Darius Britt dans Safety Not Guaranteed
  - Quvenzhané Wallis pour le rôle de Hushpuppy Doucet dans Les Bêtes du sud sauvage (Beasts of the Southern Wild)

### Meilleur acteur dans un second rôle
- Ezra Miller pour le rôle de Patrick dans Le Monde de Charlie (The Perks of Being a Wallflower)
  - Dwight Henry pour le rôle de Wink Doucet dans Les Bêtes du sud sauvage (Beasts of the Southern Wild)
  - Isaac Leyva pour le rôle de Marco DeLeon dans Any Day Now
  - Matthew McConaughey pour le rôle de Danny "Buck" Davidson dans Bernie
  - Philip Seymour Hoffman pour le rôle de Lancaster Dodd dans The Master

### Meilleure actrice dans un second rôle
- Amy Adams pour le rôle de Mary Sue Dodd dans The Master
  - Moon Bloodgood pour le rôle de Vera dans The Sessions
  - Rosemarie DeWitt pour le rôle de Hannah dans Ma meilleure amie, sa sœur et moi
  - Edith Scob pour le rôle de Céline dans Holy Motors
  - Jacki Weaver pour le rôle de Dolores Solitano dans Happiness Therapy (Silver Linings Playbook)

### Meilleure distribution
- Moonrise Kingdom
  - Happiness Therapy (Silver Linings Playbook)
  - Il était une fois en Anatolie (Bir Zamanlar Anadolu'da)
  - Killer Joe
  - Le Monde de Charlie (The Perks of Being a Wallflower)
  - Royal Affair (En kongelig affære)

### Meilleur scénario original
- Moonrise Kingdom – Wes Anderson et Roman Coppola
- Take This Waltz – Sarah Polley
  - I wish (奇跡, Kiseki) – Hirokazu Koreeda
  - Robot and Frank – Christopher D. Ford
  - Safety Not Guaranteed – Derek Connolly

### Meilleur scénario adapté
- Le Monde de Charlie (The Perks of Being a Wallflower) – Stephen Chbosky, adapté de son roman
  - Les Bêtes du sud sauvage (Beasts of the Southern Wild) – Lucy Alibar et Benh Zeitlin, adapté de la pièce de Lucy Alibar
  - Killer Joe – Tracy Letts, adapté de sa pièce
  - Happiness Therapy (Silver Linings Playbook) – David O. Russell, adapté du roman de Matthew Quick
  - The Sessions – Ben Lewin, d'après l'article de Mark O'Brien

### Meilleurs décors
- Les Bêtes du sud sauvage (Beasts of the Southern Wild) – Alex DiGerlando
  - Anna Karénine (Anna Karenina) – Sarah Greenwood
  - Holy Motors – Florian Sanson
  - Ulysse, souviens-toi ! (Keyhole) – Ricardo Alms
  - Moonrise Kingdom – Adam Stockhausen

### Meilleure photographie
- The Master – Mihai Malaimare Jr.
  - The Flying Swords of Dragon Gate (龍門飛甲, Lóng Mén Fēi Jiǎ) – Sung Fai Choi
  - Les Bêtes du sud sauvage (Beasts of the Southern Wild) – Ben Richardson
  - Il était une fois en Anatolie (Bir Zamanlar Anadolu'da) – Gökhan Tiryaki
  - Moonrise Kingdom – Robert D. Yeoman

### Buried Treasure
- A Simple Life (桃姐, Táo Jie)
  - Alps (Αλπεις, Alpis)
  - Beauty is Embarrassing
  - Breathing (Atmen)
  - Oslo, 31 août (Oslo, 31. august)
  - Sound of Noise

### Meilleur film documentaire
- How to Survive a Plague
  - The Central Park Five
  - Detropia
  - First Position
  - The Queen of Versailles

### Breakout Award
- Christopher Abbott

### Cat's Meow
- Festival international du film de Provincetown